# Одинг, Иван Августович
Ива́н А́вгустович О́динг (1896—1964) — советский учёный-металловед, член-корреспондент АН СССР (1946). Лауреат Сталинской премии первой степени.

## Биография
Родился 24 июня (6 июля) 1896 года в Риге (ныне Латвия) в семье рабочего-слесаря, которая вскоре переехала в Санкт-Петербург.
Среднее образование получил в реальном училище, которое закончил в 1913 году; в 1921 году окончил механический факультет Петроградского технологического института и до 1930 года работал на разных промышленных предприятиях СССР. По другим данным — был оставлен на кафедре металлографии и термической обработки, где проработал до 1930 года в должности ассистента.
В 1930 году И. А. Одинг был назначен профессором кафедры металловедения ЛПИ, а вскоре стал её заведующим. В 1937 году он защитил докторскую диссертацию, в 1938 году ему было присвоено учёное звание профессора. Свои научные исследования он в основном проводил на заводе «Электросила» — в организованной им ещё в 1923 году лаборатория по исследованию металлов; здесь он изучал свойства крупных поковок и отливок, процессы усталости в металлах. Данные исследования, стимулированные строительством в СССР мощных гидро- и турбогенераторов, позволили впервые в мире создать турбогенератор мощностью 100 тыс. кВт при частоте вращения 3000 об/мин; за это Одинг позднее был удостоен Сталинской премии первой степени.
В 1941 году, во время Великой Отечественной войны, Одинг участвовал в обороне Ленинграда — работал в институте, а после работы выходил на дежурства по городу. С конца февраля 1942 года Иван Августович работал на Невском машиностроительном заводе, который в июле 1942 года был эвакуирован из Ленинграда в Москву. С этого года учёный года жил и работал в Москве: был директором ЦНИИ тяжёлого машиностроения (1942—1947); заместителем директора Института машиноведения АН СССР (1947—1953); заведующим лаборатории и затем — заместителем директора ИМет имени А. А. Байкова АН СССР (1953—1964). С 1954 по 1964 годы он по совместительству работал также на Энергомашиностроительном факультете МЭИ, возглавляя кафедру Технологии металлов.
Член ВКП(б) с 1942 года.
В 1946 году И. А. Одинг был избран членом-корреспондентом АН СССР. С 1947 года — заместитель секретаря Отделения технических наук АН СССР.
Жил в Москве на улице Большая Ордынка, 34/38. Умер 7 мая 1964 года в Москве.

## Научная деятельность
И. А. Одинг стал одним из основоположников физических основ прочности материалов, впервые реализовав междисциплинарный подход к решению проблем прочности и предложив новые пути упрочения материалов и управления их свойствами. Внёс крупный вклад в теорию усталости материалов, в развитие теории дислокаций металлов и её применений к решению различных задач металловедения. Он также занимался созданием и анализом новых технологических процессов, исследовал процессы холодной обработки металлов, сварки, термической обработки стали, проблемы жаропрочности, изучал явления ползучести и разрушения металлов, работал над проблемой определения допускаемых напряжений в деталях машин (предложенный им дифференциальный метод определения допускаемых напряжений в деталях машин получил широкое применение в различных отраслях машиностроения). В книге «Прочность металлов» И. А. Одингом был по-новому изложен курс металловедения, что приблизило его к нуждам машиностроения.
В 1948 году И. А. Одинг, исследуя проблему разрушения материалов при циклических нагружениях, предложил удобный приём, при котором несовершенства реального материала при переменных деформациях, которые феноменологически близки к упругим, схематизируются петлёй гистерезиса или отвечающей ей диаграммой идеальной пластичности, имеющей при напряжении, равном пределу усталости на растяжение — сжатие, горизонтальный участок. При этом эффект зависимости предела усталости от амплитуды максимального напряжения он описал, введя параметр циклической вязкости (равный произведению модуля упругости на ширину петли гистерезиса). В 1949 году он показал, что усталостная прочность может существенно снижаться при нахождении металлической детали в коррозионной среде, причём такое снижение зависит от длительности пребывания детали в данной среде и от числа циклов нагружения. В серии работ, выполненных в 1945—1962 гг., Одинг выявил сложные закономерности механической и термической прочности в широком диапазоне режимов нагружения и нагрева.
Автор восьми монографий и более чем 200 научных статей.

### Публикации
- Одинг И. А. Модельное дело. — Л.: Изд-во Сев.-Зап. обл. Промбюро ВСНХ, 1927. — 45 с.
- Михайлов-Михеев П. Б., Одинг И. А. Материалы турбин и турбогенераторов. — Л.: Энергоиздат, 1934. — 332 с.
- Одинг И. А. Прочность металлов. 2-е изд. — М.: ОНТИ, 1935. — 613 с.
- Одинг И. А. Современные методы испытания металлов. 4-е изд. — М.: Металлургиздат, 1944. — 299 с.
- Одинг И. А. Основы прочности металлов паровых котлов, турбин и турбогенераторов. — М.—Л.: Госэнергоиздат, 1949. — 560 с.
- Одинг И. А. Структурные признаки усталости металлов как средство установления причин аварий машин. — М.—Л.: Изд-во АН СССР, 1949. — 80 с.
- Одинг И. А. Теория дислокаций в металлах и её применение. — М.: Изд-во АН СССР, 1959. — 84 с.
- Одинг И. А., Иванова В. С., Бурдукский В. В., Геминов В. Н. Теория ползучести и длительной прочности металлов. — М.: Металлургиздат, 1959. — 488 с.
- Одинг И. А. Допускаемые напряжения в машиностроении и циклическая прочность металлов. 4-е изд. — М.: Машгиз, 1962. — 260 с.

## Награды и премии
- два ордена Ленина (в том числе 27.03.1954)[2]
- орден «Знак Почёта»[2]
- медали
- Сталинская премия первой степени (1946) — за создание генераторов паровых турбин мощностью 100 тысяч л. с., частотой 10 000 об/мин, установленных на ТЭЦ[9]
- Премия имени П. П. Аносова (1960) — за монографию «Теория ползучести и длительной прочности металлов»[10] (совместно с В. С. Ивановой, В. В. Буркудским, В. Н. Геминовым)[3]
- Почётное звание «Заслуженный деятель науки и техники РСФСР» (1956)[1]